# Kolumbia
Kolumbia (spanyol: Colombia) vagy hivatalos nevén Kolumbiai Köztársaság (República de Colombia) Dél-Amerika északnyugati részén fekvő ország. Szárazföldön keleten Venezuela, délkeleten Brazília, délen Ecuador és Peru, északnyugaton pedig Panama határolja. Fővárosa és legnépesebb városa Bogotá.
A Föld második legnagyobb biodiverzitásával rendelkezik. Területe magában foglalja Amazónia esőerdőit, magas hegyvidékeket és sivatagokat is. Ez az egyetlen ország Dél-Amerikában, amely az Atlanti- és a Csendes-óceán mentén is jelentős partvonallal és szigetekkel rendelkezik.
Olyan globális és regionális szervezetek tagja, mint az ENSZ, a WTO, az OECD, az OAS, a Csendes-óceáni Szövetség és az Andok Közösség. Emellett a NATO globális partnere is. Diverzifikált gazdasága Dél-Amerikában a harmadik legnagyobb; makrogazdasági stabilitással és kedvező hosszú távú növekedési kilátásokkal rendelkezik.
A valamikori Eldorádó földje, majd a 20. század végén a világ kábítószer-központjaként megismert ország a nevét a kontinens európai felfedezőjéről, Kolumbusz Kristófról kapta; bár ő soha nem járt e vidéken.

## Földrajz

Kolumbia domborzati térképe
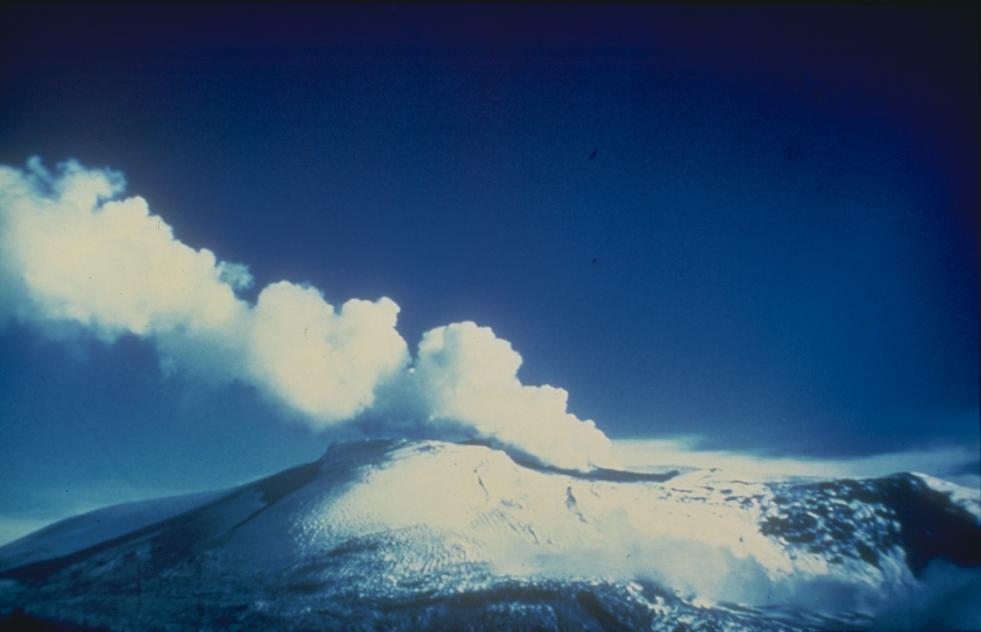
A Nevado del Ruiz vulkán. 1985-ben kitört, és több környező települést elpusztított
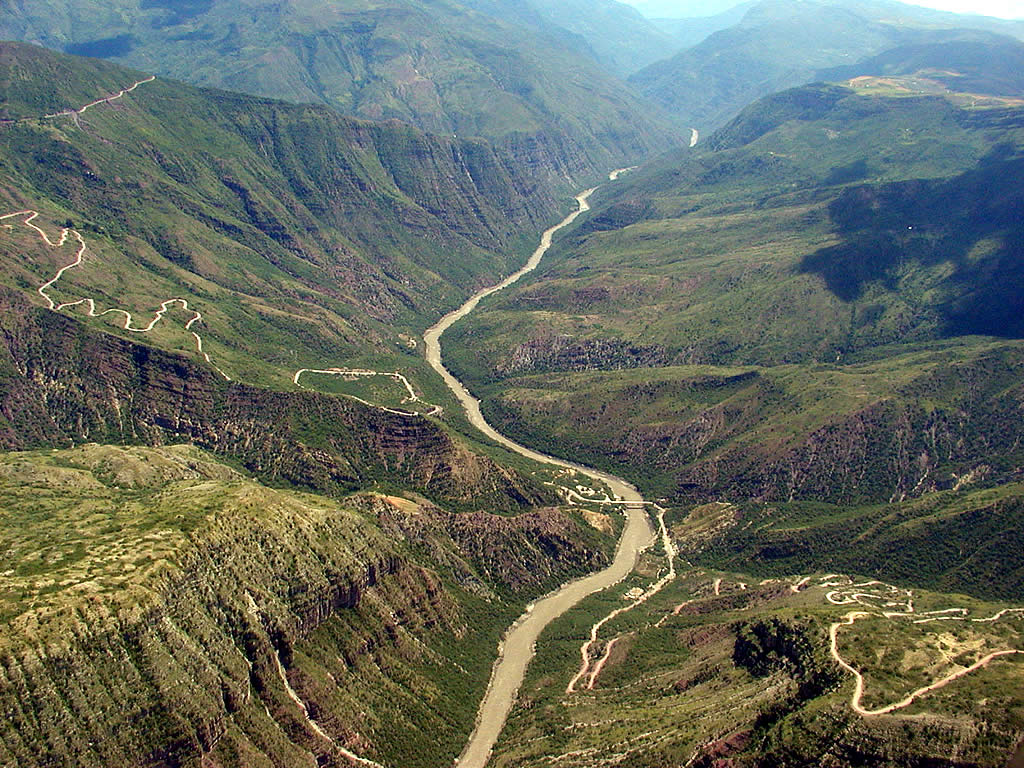
A Chicamocha folyó kanyonja
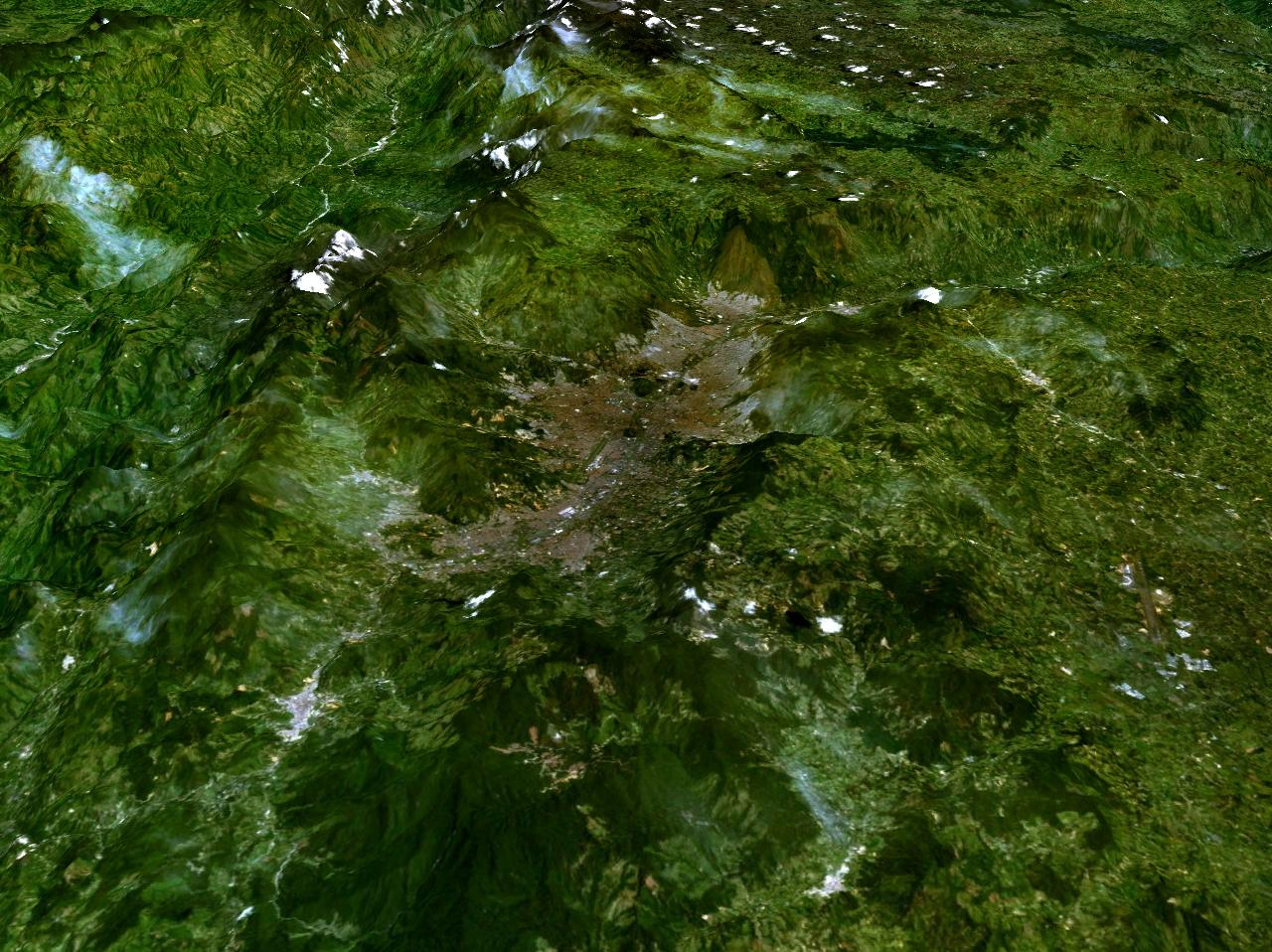
Medellín az űrből

### Domborzata
A pacifikus-hegységrendszer részeként a régióban gyakori a földrengés és a vulkáni kitörés. Kolumbiában az Andok hegyei uralkodnak. Az Andok délnyugaton három láncra oszlik:
- Cordillera Occidental (Nyugati-Kordillera) a csendes-óceáni partvidéken. Itt fekszik Cali város.
- Cordillera Central (Középső-Kordillera) a Cauca (nyugaton) és a Magdalena (keleten) folyók között. Itt fekszik Medellín, Manizales és Pereira város.
- Cordillera Oriental (Keleti-Kordillera) északkeleten a Guajira-félszigetben végződik és itt fekszik Bogotá, Bucaramanga és Cúcuta város. A csúcsok magassága itt meghaladja 4000 métert, míg a másik két hegylánc csúcsainak magassága eléri az 5500 métert. A 2600 méter magasságban fekvő Bogotá a maga méretében az egyik legmagasabban fekvő város a világon.

Az Andoktól keletre a szavannával fedett Llanos fekszik. Ez a táj az Orinoco-medence része és messze délkeleten már az Amazonas vidékének esőerdei fedik. Ez az alacsonyan fekvő vidék nagyjából Kolumbia területének felét teszi ki, de a lakosság 3%-a sem él itt.
Északon a karibi partvidéken lakik a lakosság 20%-a. Itt a fő kikötők Barranquilla és Cartagena. A vidék nagyrészt alacsonyan fekvő síkság, de itt található a Sierra Nevada de Santa Marta hegylánc is, az ország legmagasabb hegyeivel (Pico Cristóbal Colón, Pico Simón Bolívar), valamint a La Guajira-sivatag.
A Csendes-óceán partján fekvő síkság keskeny és nem is folyamatos. Mögötte a Serranía de Baudó hegyvidékét sűrű növényzet fedi, lakossága ritka. A fő kikötő a Csendes-óceánon Buenaventura.
Kolumbiához tartozik több sziget is a Karib-tengeren és a Csendes-óceánon.

### Vízrajza
Partjait Nyugaton a Csendes-óceán, északon a Karib-tenger mossa.
A Csendes-óceán és az Atlanti-óceán vízválasztója a Nyugati-Kordillerák gerincén húzódik. A keleti síkság az ország területének majdnem felével az Orinoco vízgyűjtő területéhez tartozik. A déli esőerdők már az Amazonas vízgyűjtőjén nőnek. A hegyvidékek vizeit is jelentős folyók vezetik le; ezek vízhozama erősen függ az esős és száraz évszakok váltakozásától. A hegyekben és az alacsonyan fekvő vidékeken is rendszeresek a pusztító áradások. A nehezen előrejelezhető El Niño jelenség heves esőzései szokatlan időben és ezért különösen pusztító árvizeket váltanak ki.
Fő folyók: Amazonas, Apaporis, Arauca, Caquetá, Cauca, Guainía-Negro, Guainía, Guaviare, Inirida, Magdalena, Meta, Río Negro, Orinoco, Putumayo, Vaupés.
Legnagyobb tava a Tota-tó.

### Éghajlata
Az ország déli részén húzódik az Egyenlítő. Az évi középhőmérséklet 24 °C. A hőmérséklet elsősorban a tengerszint feletti magasságtól függ. Általában 300 m szintkülönbség 2 °C-os különbséget okoz az évi középhőmérsékletben. Az ország hegyvidéki részein így a forró folyóvölgyek felett havas csúcsok emelkednek. Az évi csapadék mennyisége 2000 mm körül mozog. Az ország északi részén 400 mm alatt van a csapadék. Legcsapadékosabb a csendes-óceáni tengerpartra néző hegyoldalak vidéke, legszárazabb pedig a Guajira félsziget. Mivel a széljárás meglehetősen állandó, a hegyeknek van esőnek kitett és esőárnyékban lévő oldala, jelentősen eltérő növény- és állatvilággal.

### Élővilág
A növény- és állatvilág a helyi éghajlat szerint alakul. A félszáraz északkeleti sztyeppék és trópusi sivatagok növényzete elszórt fákból és bozótokból áll. Ettől délre szavanna fedi a keleti síkságot, a Llanos kolumbiai részét. A délkeleti esős térségben trópusi esőerdő nő.
A hegyvidékeken a növényzet is a tengerszint feletti magasságtól függ. Az alábbiakban a növényzeti övekhez megadott tengerszint feletti magasság tájékoztató értékű. A tényleges helyzet függ az Egyenlítőtől való távolságtól, a csapadékmennyiségtől, a széliránytól, a lejtőszögtől, a talajtól, az emberi tevékenységtől.
- tierra caliente (forró föld) 1000 m alatt. Trópusi növényzet fedi.
- tierra templada (mérsékelt föld) 1000–2000 m között. A legtermékenyebb vidék, a lakosság zömének lakhelye. Itt terem a legjobban a kávé.
- tierra fria (hideg föld) 2000–3200 m között. Itt gabonát és burgonyát termesztenek.
- zona forestada (erdők öve) 3200–3900 m között.
- páramos (fátlan legelők öve) 3900–4600 m.
- tierra helada (fagyos föld) 4600 m fölött. Az állandó hó és jég földje.

#### Nemzeti parkjai

Kolumbia nemzeti parkjai

A nemzeti parkok rendszeréhez 48 természetvédelmi terület tartozik.
1. Cueva de los Guácharos Nemzeti Park
2. Sierra Nevada de Santa Marta Nemzeti Park
3. Isla de Salamanca Nemzeti Park
4. Farallones de Cali Nemzeti Park
5. Volcán Puracé Nemzeti Park
6. Tairona Nemzeti Park
7. El Tuparro Nemzeti Park
8. Sierra de la Macarena Nemzeti Park
9. Las Orquídeas Nemzeti Park
10. Los Katíos Nemzeti Park
11. Los Nevados Nemzeti Park
12. Amacayacu Nemzeti Park
13. Páramo Las Hermosas Nemzeti Park
14. Nevado del Huila Nemzeti Park
15. Serranía de Los Picachos Nemzeti Park
16. Chingaza Nemzeti Park
17. Páramo de Sumapaz Nemzeti Park
18. Sierra Nevada del Cocuy Nemzeti Park
19. Páramo de Pisba Nemzeti Park
20. Tamá Nemzeti Park
21. Iguaqué Nemzeti Park
22. Islas Corales del Rosario y San Bernardo Nemzeti Park
23. Ciénaga Grande de Santa Marta Nemzeti Park
24. Sanquianga Nemzeti Park
25. Sierra Macuira Nemzeti Park
26. Nudo de Paramillo Nemzeti Park
27. Munchique Nemzeti Park
28. Los Colorados Nemzeti Park
29. Isla de La Corota Nemzeti Park
30. Los Flamencos Nemzeti Park
31. Isla Gorgona Nemzeti Park
32. La Paya Nemzeti Park
33. Volcán Galeras Nemzeti Park
34. Cahuinarí Nemzeti Park
35. Ensenada de Utría Nemzeti Park
36. Tatamá Nemzeti Park
37. Los Estoraques Nemzeti Park
38. Sierra de Chiribiquete Nemzeti Park
39. Nukak Nemzeti Park
40. Puinawai Nemzeti Park
41. Tinigua Nemzeti Park
42. Catatumbo-Barí Nemzeti Park
43. Guanentá-Alto Río Fonce Nemzeti Park
44. Old Providence McBean Lagoon Nemzeti Park
45. Isla de Malpelo Nemzeti Park
46. Otún Quimbaya Nemzeti Park
47. Río Puré Nemzeti Park
48. Alto Fragua Indi-Wasi Nemzeti Park
49. El Corchal Mono Hernández Nemzeti Park
50. Selva de Florencia Nemzeti Park
51. Serranía de los Yariguíes Nemzeti Park
52. Volcanos Doña Juana-Cascabel Nemzeti Park
53. Serranía de Los Churumbelos Auka-Wasi Nemzeti Park
54. Plantas Medicinales Río Orito Ingi-Andé Nemzeti Park
55. Yaigojé-Apaporis Nemzeti Park
56. Uramba Bahía Málaga Nemzeti Park
57. Acandí, Playón y Playona Nemzeti Park
58. Corales de Profundidad Nemzeti Park

Az ország biztonsági helyzete miatt többségük nem látogatható.
Az ország első természetvédelmi területét, a Kristály-folyó (Caño Cristales) környékét 1948-ban jelölték ki. 1971-ben alakították át nemzeti parkká Sierra de la Macarena Nemzeti Park néven.

#### Természeti világörökségei
- Los Katíos Nemzeti Park
- Malpelo Fauna- és Flórarezervátum: ez egy szikla a parttól 500 km-re a Csendes-óceánon, egy tenger alatti vulkán pereme. A környező vizekben sok halfaj él.

### Természetvédelem
A természetes és az épített környezetet fenyegetik természeti veszélyforrások és az emberi tevékenység is.
Veszélyt okoz, hogy Kolumbia a csendes-óceáni vulkanikus övben fekszik. 15 nagyobb vulkán van az országban, amelyek kitörései időnként emberéleteket követelnek. A tektonikus mozgások pusztító földrengéseket okoznak. A hegyvidékeken és a síkságokon egyaránt előfordulnak nagy árvizek, amelyek rendszeresen súlyos károkat okoznak az esős évszakban. Az El Niño jelenség okozta erős esőzések ciklusa nehezen előjelezhető, időnként nagyon súlyos árvizeket okoznak.
Az erdők kivágása jelentős változásokat okozott az Andok tájain, Amazónia esőerdeiben és a Csendes-óceán partvidékén. További durva pusztítással az alacsonyan fekvő vidékek trópusi erdeit olajpálma-ültetvényekké alakítják. Ezzel együtt az erdő Kolumbiában lassabban pusztul, mint a környező országokban. A környezetet több emberi tevékenység szennyezi, a gyorsan növekvő nagyvárosok vízellátása csökkenti a rétegvíz szintjét. A környezet romlásához hozzájárulnak a fegyveres konfliktusok is. Fegyveres csoportok nagy területeken irtják ki az erdőt, hogy kábítószert termeljenek. 2007-es becslés szerint 99 000 hektáron termesztettek kokacserjét. Válaszként a kormány ezeket a növényeket veszélyes vegyszerekkel permetezteti le.

### Környezetszennyezés
Az ország fő problémái közé tartozik a víztestek (folyók, tavak) nagyvállalatok általi szennyezése (melyet szabályozatlan/felügyelet nélküli politika, valamint a helyi és szövetségi hatóságok korrupciója támogat).
A kokafinomítási folyamatban alkalmazott vegyszerek által okozott szennyezés, a csővezetékek gerillaszabotázsa következtében a helyi folyókba ömlött kőolaj, a peszticidek túlzott használata és a levegőszennyezés a járművek károsanyag-kibocsátásából. A városi térségek ipara fosszilis tüzelőanyagokat használ.
Az olyan folyók, mint a Bogotá, Cali, Combeima, Otún, Medellín, de Oro, Pamplonita és Pasto, amelyek Kolumbia fontos édesvízforrásai, erősen szennyezettek a kezeletlen szennyvíz, továbbá a mezőgazdasági ágazat, az ipari szektor és a bányászati ágazat különféle mérgező anyagainak közvetlen a víztestbe bocsátása miatt.
A gerillacsoportok szabotázscselekményei miatti kőolajkiömlések a vízszennyezések más okai.
A higany okozta vízszennyezés az elmúlt évek egyik legnagyobb problémája lett. Kolumbia Latin-Amerika egyik legnagyobb aranytermelője. Sok aranybányász higanyt használ az arany kitermelésére a fejlődő országokban világszerte. Kolumbia a világ legnagyobb egy főre eső higanyszennyezője.

## Történelme

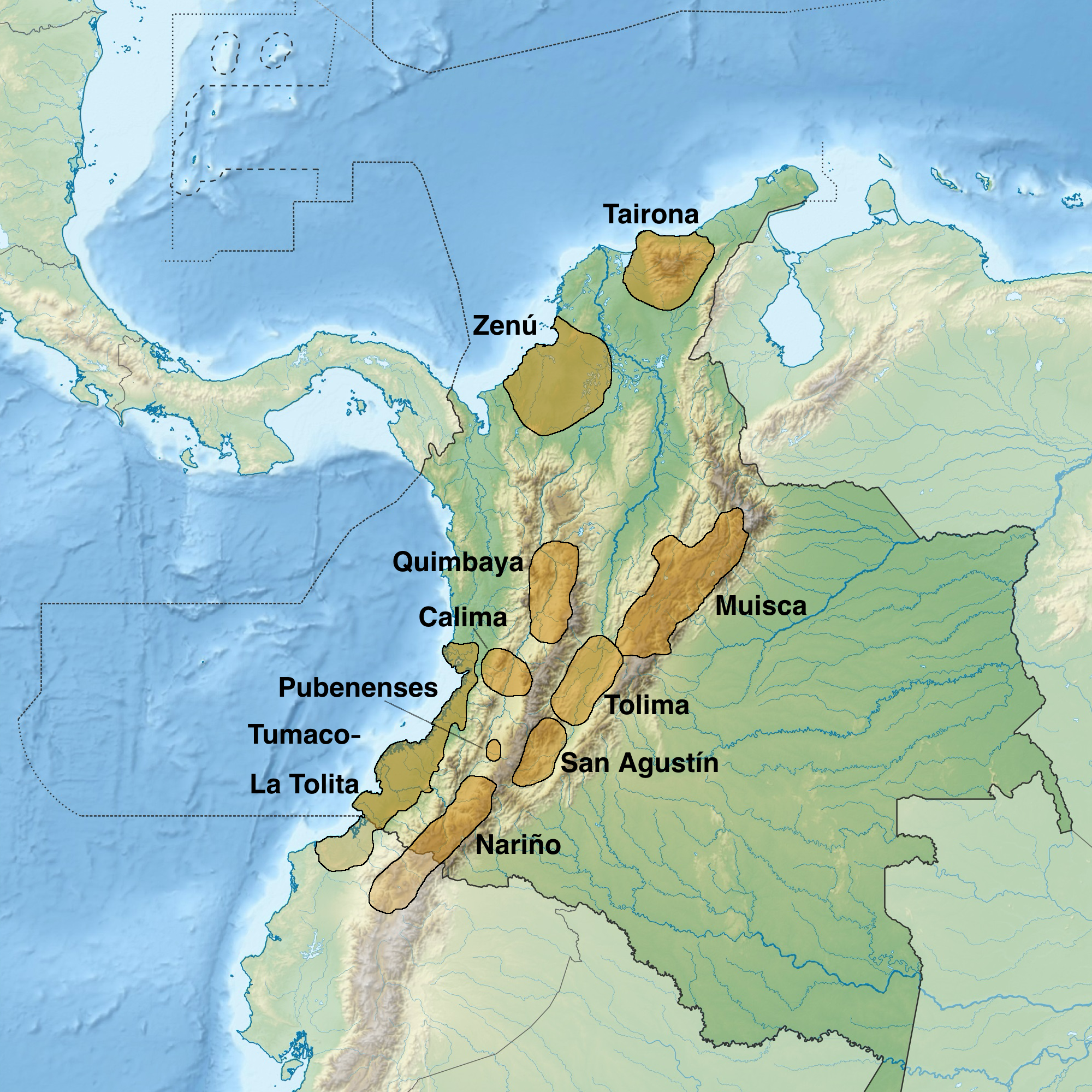
A Kolombusz előtti kultúrák

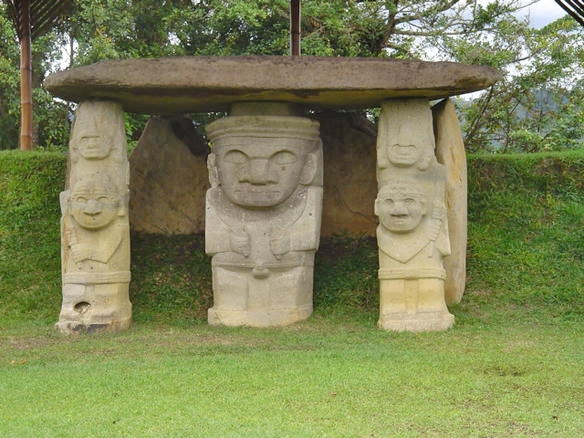
A Kolombusz előtti kultúrák kőszobrai, San Agustin
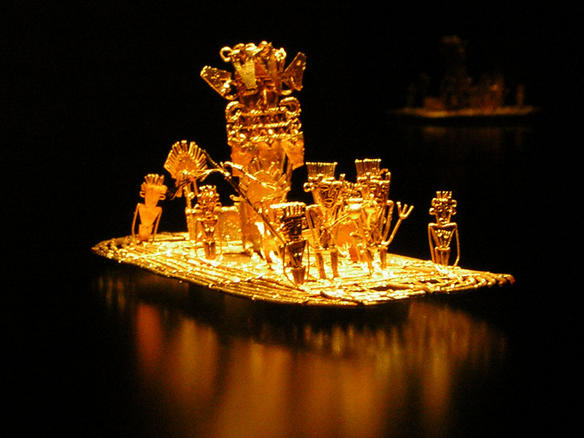
Aranytutaj, Csibcsák-kultúra
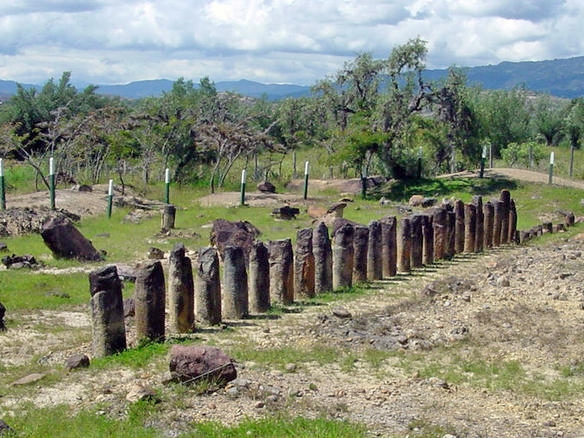
A csibcsák egy templomának romjai, Villa de Leyva
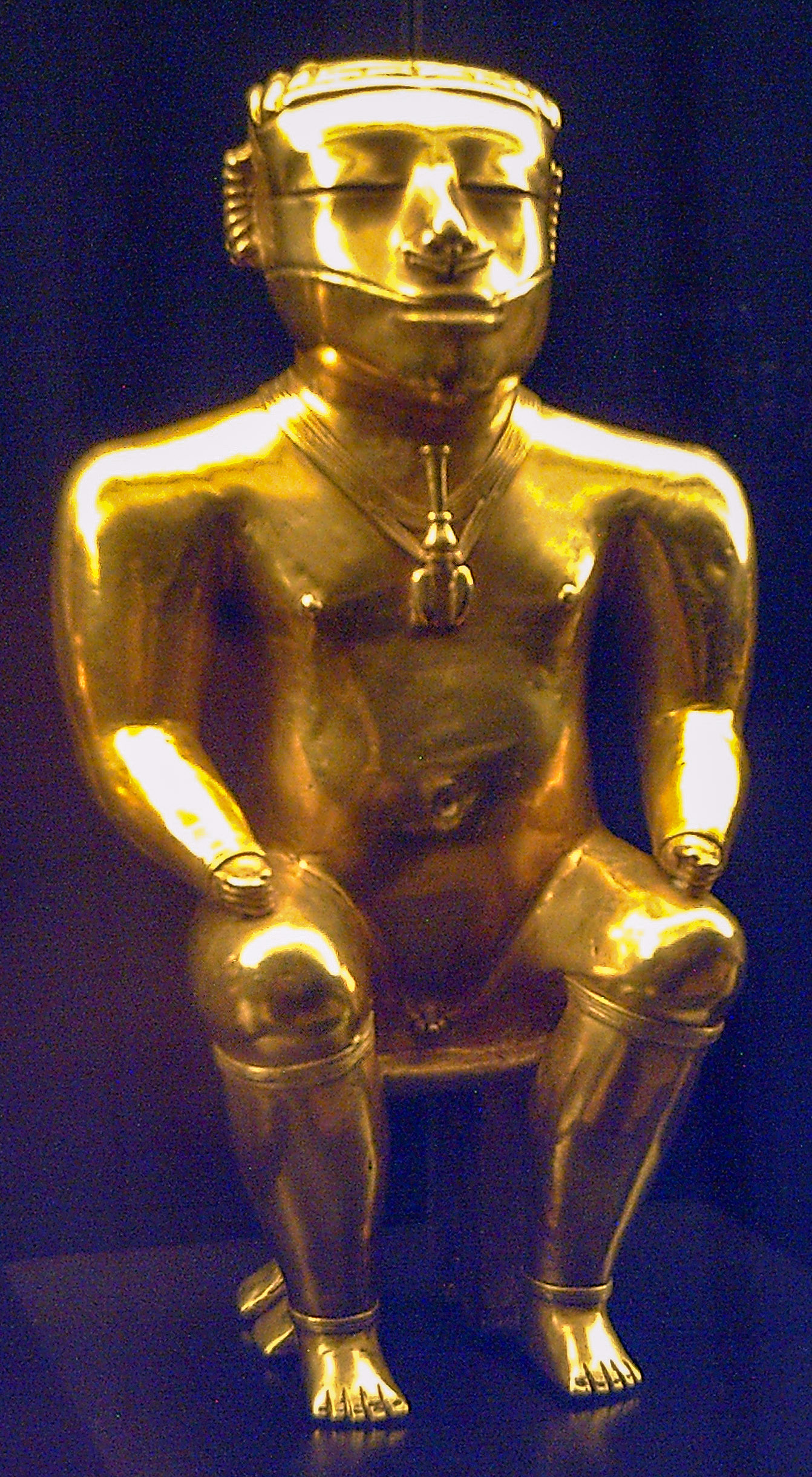
A Kimbaja-civilizáció (i. e. 1. század - i. sz. 10. század) egy aranyból készült szobra
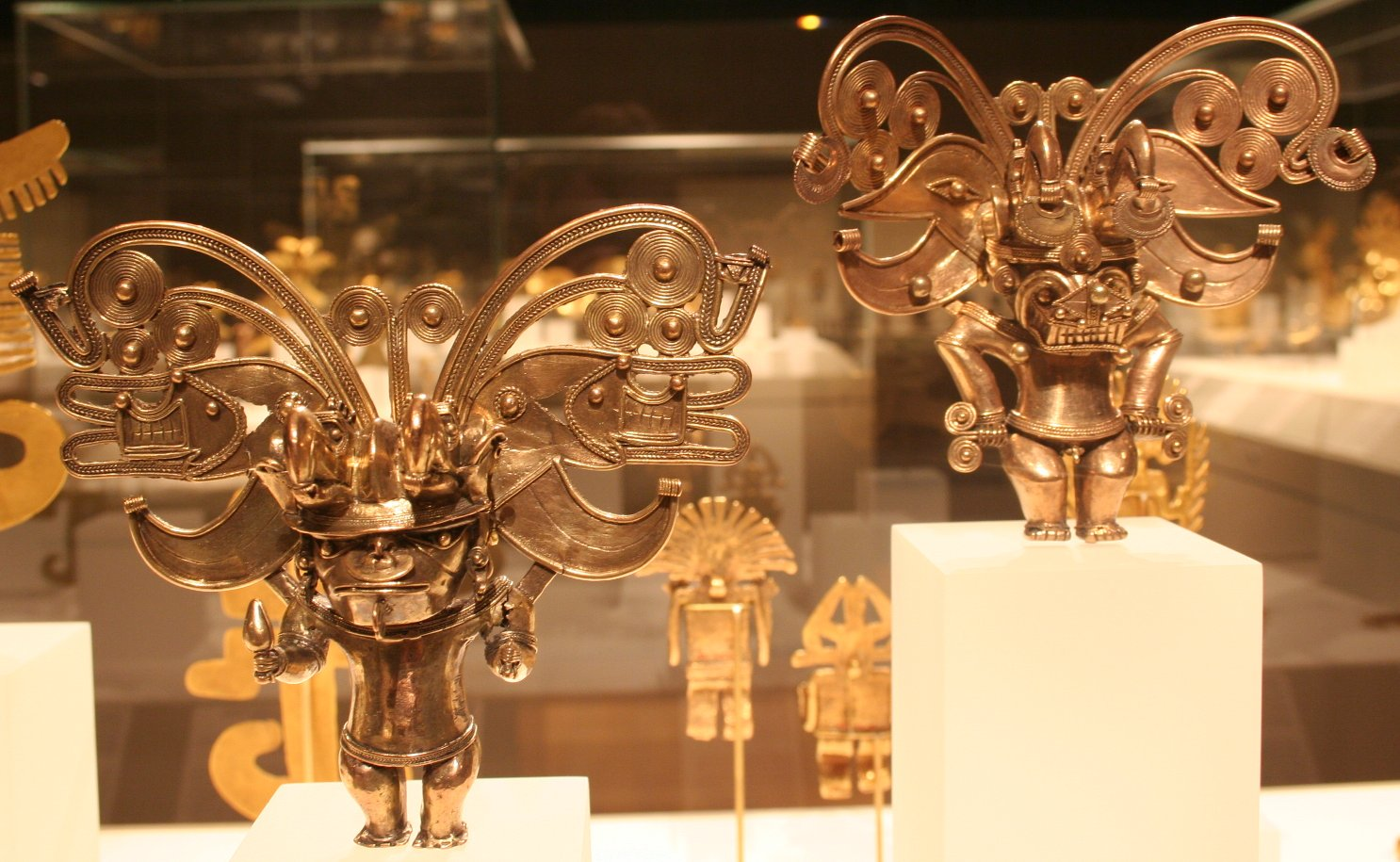
Aranymedálok a Tairona-kultúrából

### Kezdetek
A mai Bogotá közelében i. e. 10 000 körül vadászó-gyűjtögető csoportok éltek, amelyek kereskedtek egymással és a Magdalena folyó völgyében élőkkel. I. e. 1000 körül az indiánok körében tagolt társadalmi szervezet épült ki, csúcsán a főnökökkel. A mai Kolumbiában két kultúra épített ki jól rétegzett társadalmi rendszert: a tayronák a karibi partvidéken és a muiszkák a Bogotá körüli felföldön. Mindkét csoport a csibcsa nyelvcsaládba tartozó nyelvet beszélt. Az inkák előtt a muiszkák építették ki a legfejlettebb politikai rendszert Dél-Amerikában.

### Gyarmatosítás
Az első európai, aki lábát e földre tette 1499-ben, Alonso de Ojeda volt, akinek vezetésével a spanyol hódítók rövid idő alatt bejárták a tengerpartot, majd - kutatva a mesés El Dorado után - a közeli hegyvidéket. 1508-ban kezdődött a terület meghódítása Urabá vidékén, Vasco Núñez de Balboa vezetésével. 1513-ban ő volt az első európai, aki felfedezte a Csendes-óceánt, és híreket hozott a spanyolok számára a mai Peruról és Chiléről. A terület lakossága csibcsa és karib törzsek százaiból állt. Amikor a spanyolok meghódították őket, a harcok és a betegségek a bennszülöttek létszámának jelentős csökkenését okozták. A 16. században az európaiak megkezdték az afrikai rabszolgák importját.

### Függetlenség
A hódítás és gyarmatosítás kezdetétől számos lázadás volt a spanyol uralom ellen, de mindegyiket leverték, vagy olyan gyenge maradt, hogy nem tudott változtatni az általános állapoton. Az utolsó, ami végül a Spanyolországtól való függetlenségre vezetett, 1810 körül zajlott. Előzménye St. Dominque (a mai Haiti) 1804-es függetlenné válása volt. Innen kapott jelentős támogatást a kolumbiai függetlenségi harc két vezetője: Simón Bolívar és Francisco de Paula Santander. A függetlenségi harc 1819-ben ért véget, amikor Új-Granada Alkirályságból Nagy-Kolumbia szövetségi állam lett. Ennek része volt a mai Ecuador, Venezuela és Panama.
Belső politikai és területi viták után 1830-ban kivált Venezuela és Quito (a mai Ecuador). A föderáció és a központosított állam hívei közötti, gyakran fegyveres harcok az állam nevének gyakori változásában tükröződtek.
A 19. század második felétől mély szakadék volt a liberálisok és a konzervatívok között, amely többször vezetett igen véres polgárháborúhoz. A legnevezetesebb az ezernapos háború (1899–1902), amelynek során az Amerikai Egyesült Államok befolyására elszakadt Panama megye (ahol a Panama-csatorna épült) és 1903-ban önálló országgá alakult. Ezután Kolumbia egyéves háborúba sodródott Peruval, mert vitatták Amazonas megye és székhelye, Leticia hovatartozását. Majd a viszonylagos politikai stabilitás kora jött, de az 1940-es évek végén és az 1950-es évek elején az erőszak újabb hulláma tetőzött. Ezt a két vezető politikai párt közötti feszültség okozta és Jorge Eliécer Gaitán liberális párti elnökjelölt 1948. április 8-án történt meggyilkolása robbantotta ki. A gyilkosság után Bogotában zavargások törtek ki, amelyek átterjedtek az ország más vidékeire is. 180 000 ember halt meg.
1953 és 1957 között katonai diktatúra volt. Ezután a két fő párt, a Kolumbiai Konzervatív Párt és a Kolumbiai Liberális Párt létrehozta a Nemzeti Frontot, abból a célból, hogy a konzervatívok és a liberálisok együtt kormányozzanak. A megállapodás szerint az elnöki tisztséget konzervatív és a liberális politikus négyévenként váltakozva tölti be, 16 évig fenntartva e rendszert, a 16 év letelte után meghosszabbították a rendszert 4 évvel és 1982 óta szabad választások vannak. Minden más választott hivatalt paritásos alapon töltenek be. Ez a megállapodás vetett véget az erőszak korszakának, a Nemzeti Front kormányai fontos gazdasági és szociális reformokat hajtottak végre. Végeredményben az egymást követő liberális és konzervatív kormányok politikája közötti ellentét ellentmondásos eredményre vezetett. Bár sok területen haladás volt, számos szociális és politikai jogtalanság folytatódott és a hidegháború légkörében gerillaszervezetek alakultak a kormány és a politikai apparátus elleni harcra. Ilyen volt a Kolumbia Forradalmi Fegyveres Erői (FARC), az ELN és az M-19.
Az 1970-es évek végétől hatalmas és erőszakos kábítószer-kereskedő kartellek alakultak, az 1980-as és 1990-es években tevékenykedtek. Főleg a Pablo Escobar vezette medellíni kartell és a cali kartell tett szert kiterjedt politikai, gazdasági és társadalmi befolyásra Kolumbiában ebben az időszakban. Ezek a kartellek a politikai paletta minden részéből származó illegális fegyveres csoportokat pénzeltek és befolyásoltak. Ezeknek a gerilláknak szélsőséges ellenségei maguk is paramilitáris csoportokat alakítottak és vontak befolyásuk alá.
1991-ben a kolumbiai alkotmányozó gyűlés új alkotmányt fogadott el. Az alkotmány mindenkinek biztosítja a politikai, nemzetiségi, emberi és nemi jogokat. Megtiltja a kolumbiai állampolgárok kiadását külső hatalmaknak. Ez a tilalom a kábítószer kartellek lobbizására került bele az alkotmányba. A kartellek előtte véres hadjáratot folytattak a kiadatások ellen, terrorista támadásokkal és maffiaszerű kivégzésekkel. Ma is képesek a kormány és a politikai rendszer befolyásolására korrupció útján.

### 21. század
Manapság is pusztítja az országot a kábítószer-kereskedelem hatása, a FARC-hoz hasonló gerillaszervezetek harca, az AUC-hoz (amely ugyan leszerelt, de mégis tevékeny paramilitáris erő) hasonló szervezetek elleni harc. A paramilitarista csoportok, hogy finanszírozhassák magukat, szintén kábítószerelőállítással és annak kereskedelmével foglalkoznak. Rajtuk kívül is van számos kisebb frakció, amelyek együtt véres fegyveres konfliktusban tartják az országot. Andrés Pastrana elnök és a FARC 1998 és 2002 között tárgyalásokat folytatott a konfliktus megoldásáról, de ezek végül zsákutcába jutottak. Andrés Pastrana elnök megkezdte a Kolumbia Terv végrehajtását, amelynek egyidejűleg célja a fegyveres konfliktus befejezése és egy szigorú kábítószer-ellenes stratégia végrehajtása.
Álvaro Uribe elnöksége alatt, aki megválasztásakor a FARC és a hozzá hasonló bűnöző csoportok elnyomását ígérte, a biztonsági helyzet javult. Az emberrablások száma csökkent (a 2000-es 3700-ról 2005-ben 800-ra), a gyilkosságok száma több mint 48%-kal csökkent 2002 júliusa és 2005 májusa között, a terrorista gerillák száma pedig 16 900-ról 8900-ra csökkent. Ez együtt járt a gazdaság és az idegenforgalom szerencsés növekedésével. De a 2006–2007-ben lezajlott botrányok megmutatták, hogy a múltban is, ma is kapcsolatban állnak kormánytisztviselők és politikusok - főleg a kormánypártból - az AUC-cal és más paramilitáris csoportokkal.

## Államszervezet és közigazgatás

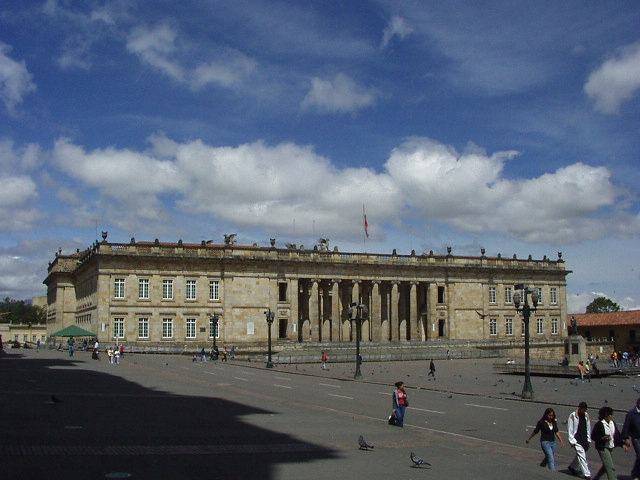
A Kongresszus épülete, Bogotá

### Alkotmány, államforma
Kolumbia egy elnöki rendszerű köztársaság.

### Törvényhozás, végrehajtás, igazságszolgáltatás

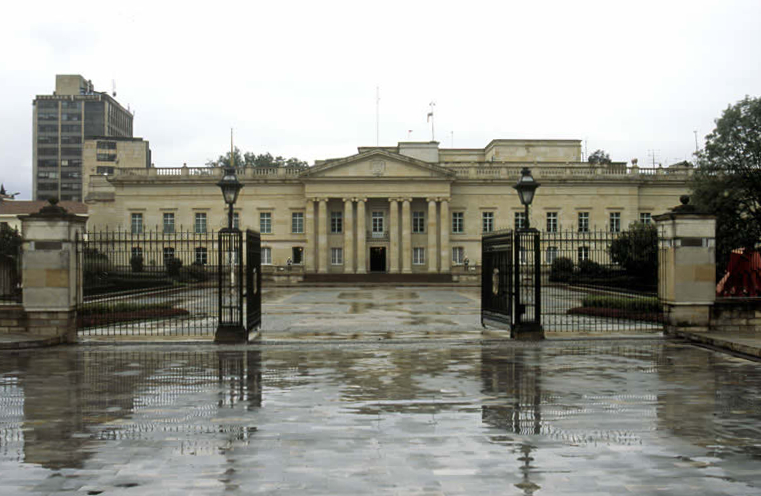
Az elnöki palota Bogotában

A polgári jogrendszert a spanyol és a francia polgári törvénykönyv befolyásolta.

### Politikai pártok
- Partido Liberal (liberális)
- Partido Conservador Colombiano (konzervatív)
- La U (uribista)
- Cambio Radical (uribista)
- Polo Democrático Alternativo (balra)
- Oxígeno verde (zöld)
- Partido Comunista de Colombia (kommunista)
- Movimiento Obrero Independiente y Revolucionario

### Közigazgatási beosztás
1. Amazonas megye
2. Antioquia megye
3. Arauca megye
4. Atlántico megye
5. Bolívar megye
6. Boyacá megye
7. Caldas megye
8. Caquetá megye
9. Casanare megye
10. Cauca megye
11. Cesar megye
12. Chocó megye
13. Córdoba megye
14. Cundinamarca megye
15. Észak-Santander megye
16. Guainía megye
17. Guaviare megye
18. Huila megye
19. La Guajira megye
20. Magdalena megye
21. Meta megye
22. Nariño megye
23. Putumayo megye
24. Quindío megye
25. Risaralda megye
26. San Andrés y Providencia megye
27. Santander megye
28. Sucre megye
29. Tolima megye
30. Valle del Cauca megye
31. Vaupés megye
32. Vichada megye
33. Bogotá város

## Népesség

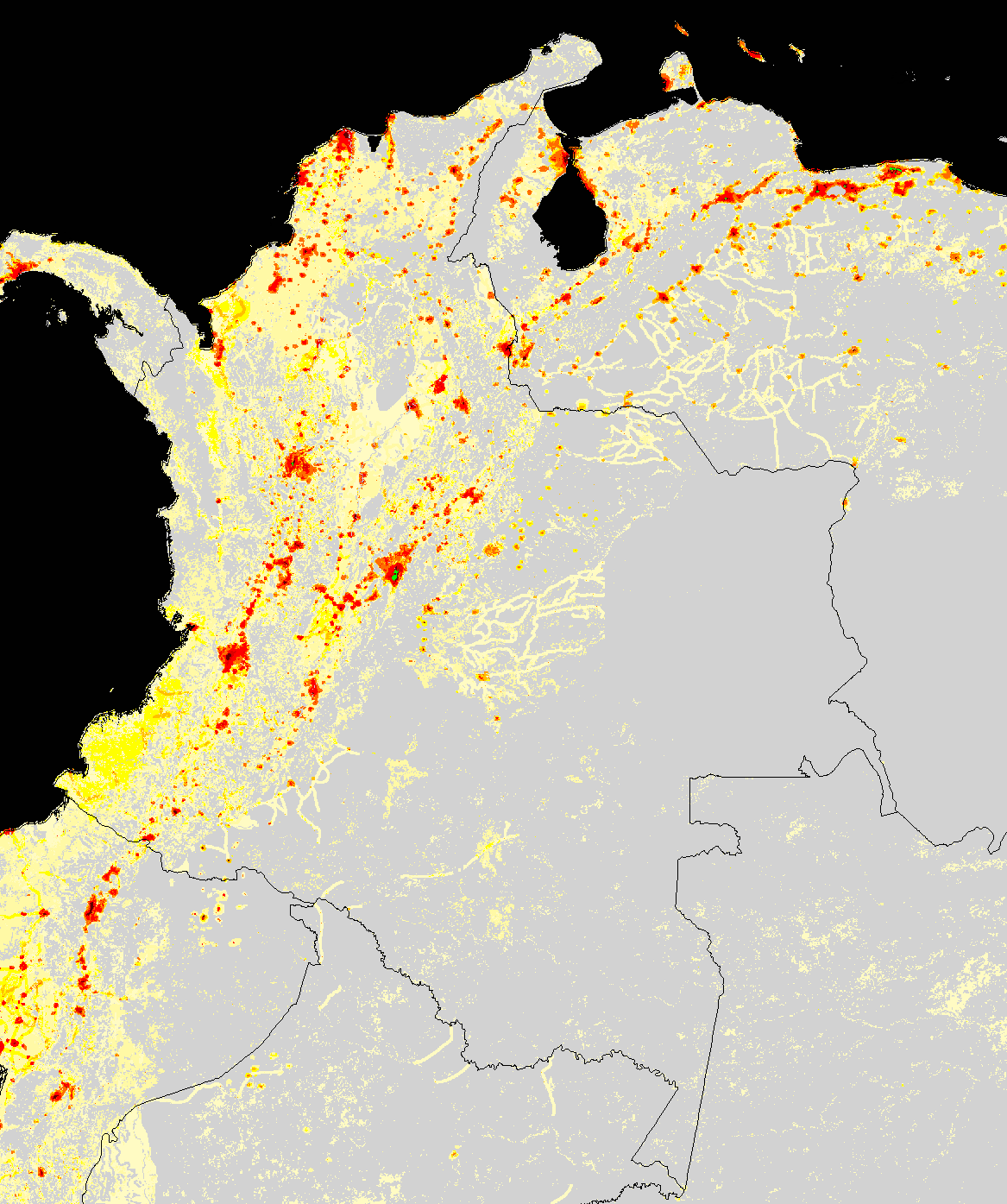
Népsűrűségi térkép

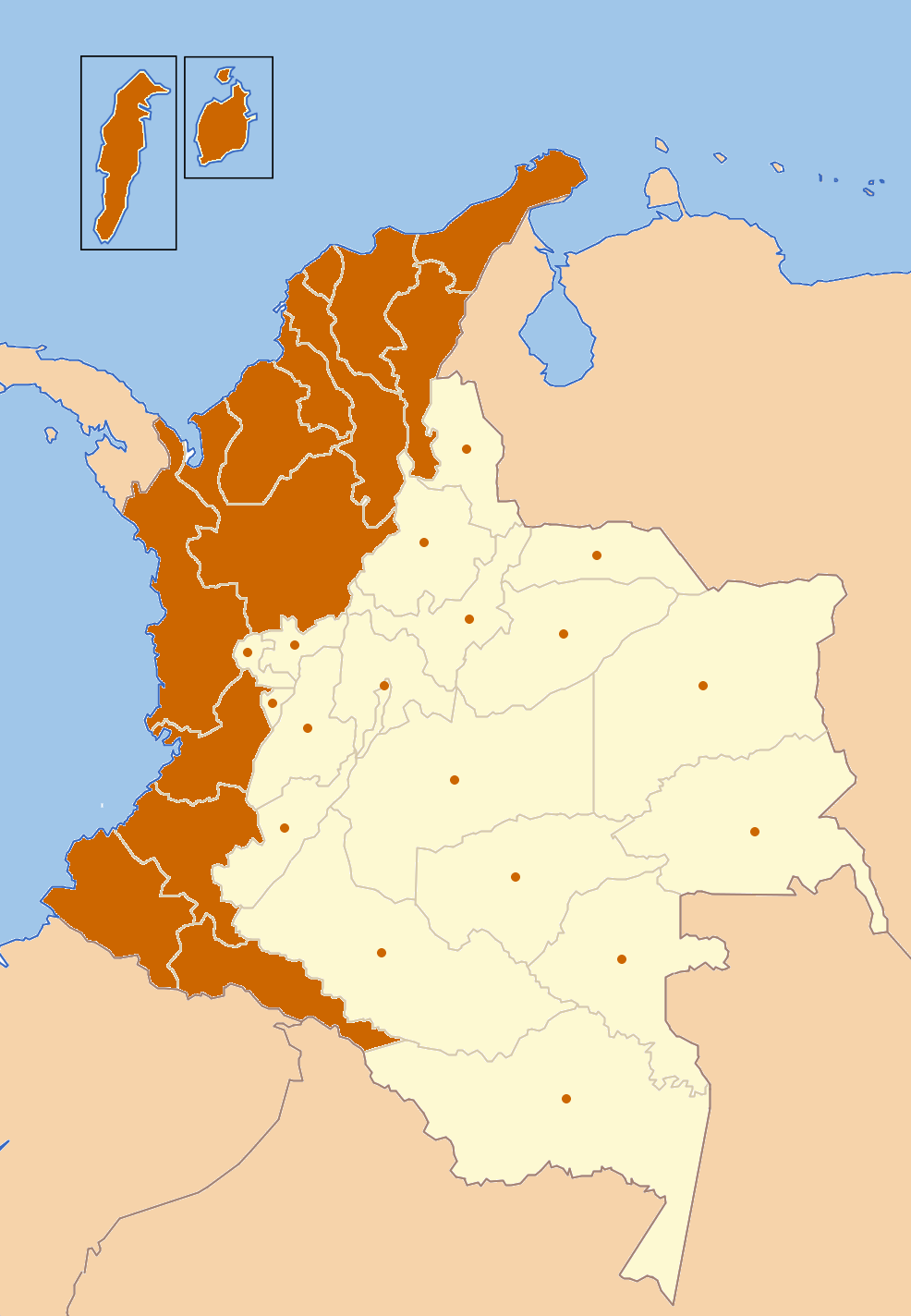
Az afroamerikai lakosság lakterülete - narancssárgával

### Népességének változása
Népessége 2017-ben kb. 49 millió fő.
| Lakosok száma | 16 006 395 | 19 108 959 | 22 404 289 | 25 725 336 | 29 438 030 | 32 657 292 | 36 573 895 | 41 216 304 | 45 153 037 | 52 321 152 |
|               | 1960       | 1966       | 1972       | 1978       | 1984       | 1989       | 1995       | 2002       | 2008       | 2023       |

### Általános adatok
Nagyon magas a különböző kevert népek aránya, a mesztic, valamint a mulatt és a zambo. Az őshonos indiánok aránya igen kicsi. A fekete népességet, mint rabszolgákat a gyarmati időszakban hurcolták be az országba. Számottevő közösségeik a karibi tengerparton, valamint a Csendes-óceán parti sávjában - főleg Chocó tartományban - lelhetők fel. A fehérek főleg a hűvösebb éghajlatú felföldeken élnek.
Az ország lakosságának mintegy háromnegyede a Középső- és a Keleti-Kordillera kellemes éghajlatú völgyeiben és medencéiben él. Míg az ország keleti, esőerdő borította felében és a nyugati, csendes-óceáni partvidék városhiányos térségeiben a népsűrűség 1-10 fő/km² között mozog, addig a hegyvidéki-folyamvölgyi és a karibi-síksági tartományokban 40-80 fő/km², sőt a nagyvárosi tartományok és a kávétermő vidékek népsűrűsége a 150-200 fő/km²-t is eléri.

### Legnépesebb települések
A városi lakosság aránya 76,5% (2015-ben).
A legnagyobb agglomerációk 2014-ben:
| Rangsor | Agglomeráció | Népesség (2014) |
| ------- | ------------ | --------------- |
| 1.      | Bogotá       | 9 155 100       |
| 2.      | Medellín     | 3 731 400       |
| 3.      | Cali         | 2 670 647       |
| 4.      | Barranquilla | 1 958 500       |
| 5.      | Bucaramanga  | 1 113 500       |
| 6.      | Cartagena    | 1 061 400       |
| 7.      | Cúcuta       | 805 700         |

### Etnikai összetétel
Etnikai összetétel: mesztic 58%, fehér 26%, fekete és mulatt 15%, indián 1%.  Az afro-kolumbiai lakosság zöme a Karib-tenger és a Csendes-óceán partjának közelében él.

### Nyelvi megoszlás
Hivatalos nyelv a spanyol, melynek több nyelvjárását beszélik. 
A honos amerikai indián nyelvek száma 96. Köztük legjelentősebb a kuaiker, az embera, a paez, számban a legnagyobb a guahiro, az aravak nyelvcsalád tagja.

### Vallási megoszlás
A katolikusok aránya gyorsan csökken, a felekezethez nem tartozók száma növekszik.
2014-es felmérés szerint : római katolikus 79%, protestáns 13%, egyéb illetve vallástalan 8%  
2020 végén végzett felmérés alapján: közel 69 %-a nyilatkozott úgy, hogy katolikus vallású, míg a második legtöbbet választott felekezet (16,4 %) az evangelikál volt. A válaszadók kicsit több mint 10 %-a azt válaszolta, hogy nincs vallási hovatartozása. Összesen 0,3 százalék agnosztikusként vagy ateistaként határozta meg magát.

## Gazdasága

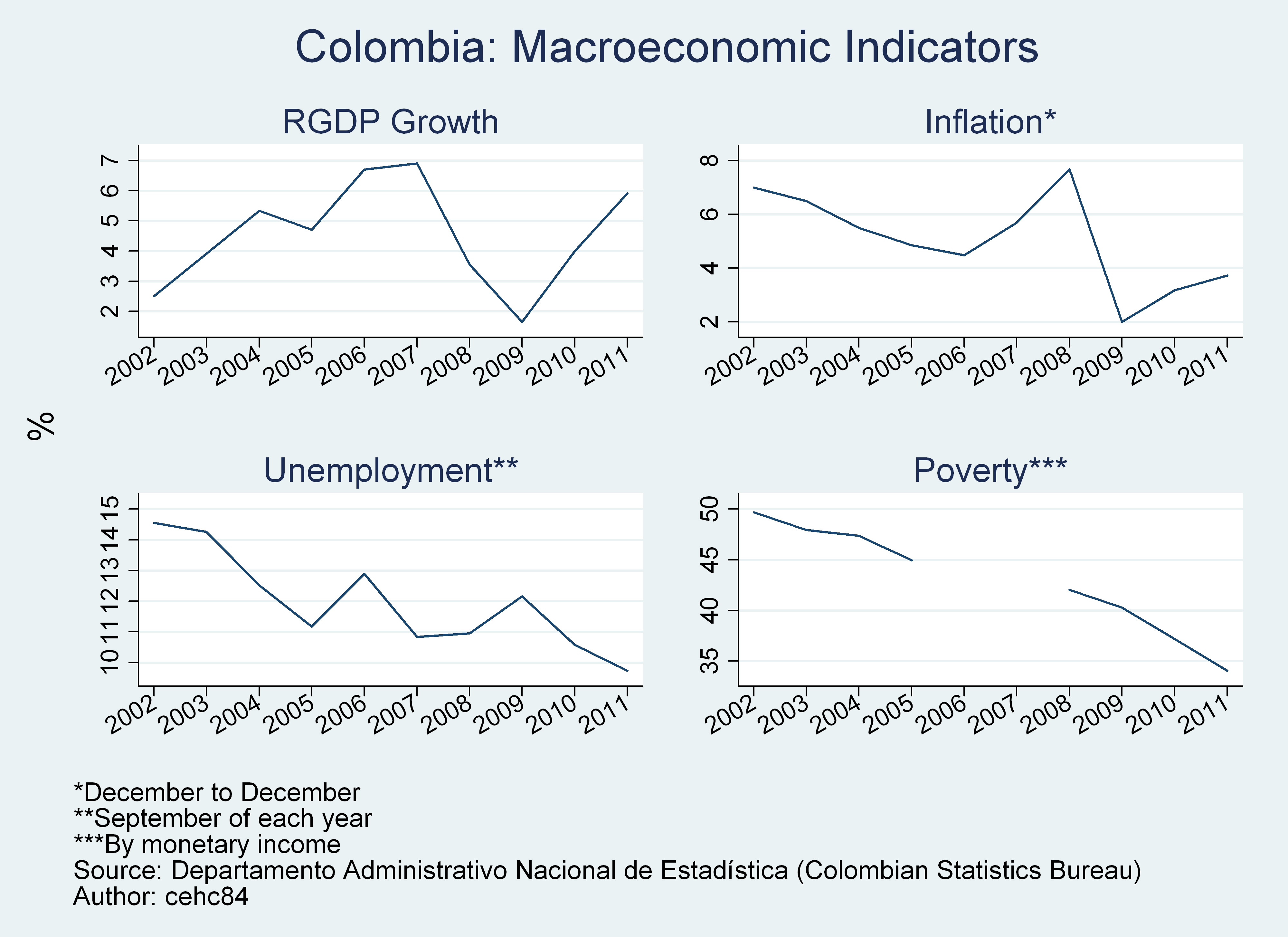
Gazdasági ábrák 2002-2011 között (1.GDP-növekedés, 2. Infláció, 3. Munkanélküliség, 4. Szegénységi ráta)

### Általános adatok
Mezőgazdasági-ipari ország, Latin-Amerika közepesen fejlett országai közé tartozik. Nagymértékben függ az energia- és a bányászati exporttól, így sebezhetővé válik az áruk árának ingadozásaival szemben. A 2010-es években Latin-Amerika negyedik legnagyobb olajtermelője és a világ negyedik legnagyobb széntermelője, a harmadik legnagyobb kávéexportőr és a második legnagyobb vágott virág exportőr. Gazdasági fejlődését hátráltatja a nem megfelelő infrastruktúra, a szegénység, a kábítószer-kereskedelem, a bizonytalan biztonsági helyzet, az elsődleges árucikkektől való függés.

### Gazdasági ágazatok

#### Mezőgazdaság
A 21. század elején az ország területének csak mintegy 5%-át adják a szántóföldek, gyümölcsösök és kertek, 35% rét és legelő, 44% erdőség, 16% beépített ill. terméketlen.
Mezőgazdasági terményei közül a legjelentősebb a kávé (több, mint egy évszázada, ma a világtermelés 10%-át adja, Brazília és Vietnam után a 3. legnagyobb termelő). A kolumbiai kávé azért is keresett, mert kevésbé drasztikus az íze, aromatartalma mint a brazilé, ezért is nevezik enyhe kávénak. Legfőbb termőhelye a "kávézóna": a Cauca folyó völgyének középső szakasza, Manizales tágabb körzete, ahol a hegylánc 800-1200 m magasan fekvő lejtőin a trópusi esőerdők helyére telepítették a kávécserjét.
A banánt nagy ültetvényeken a Csendes-óceán partvidékén (Chocó) és a Magdalena-folyó torkolatvidékétől keletre termesztik. A karibi-parton és a folyóvölgyekben cukornádültetvényeket is találunk. Termesztenek még kakaót, dohányt, rizst, kukoricát, cirokot, burgonyát. Pálmaolaj-termelése 5. a világon. Jelentős a drognövények illegálisan folytatott termesztése is. A 21. század elején a világ koka-termésének kb. 70-80%-a innen származik.
Állattenyésztésére a szarvasmarha, juh, sertés, ló és baromfi tartása jellemző. Ezekből a szarvasmarhatartás a kiemelkedőbb, melynek fő térsége az ÉK-i szavanna.

#### Ipar
Ásványkincsekben és energiahordozókban gazdag.
Jelentős bányászat (kőszén, kőolaj, földgáz, nikkel, arany, vasérc, kaolin, platina, ezüst, azbeszt, drágakövek, só).
Smaragd bányászatában világelső (2005-ben) a világ smaragdtermelésének mintegy 60%-át adja.
A kontinensen a legnagyobb telepeket Kolumbiában alkotja a feketekőszén, melynek bányászata ÉK-en, a La Guajíra félszigeten összpontosul (El Cerrejón szénmedence), a kőszén kitermelés 90%-a innen származik.
A 20. század első évtizedeiben fedezték fel, hogy El Dorado földje kőolajat is rejt - habár kőolaj kitermelése nem vetekszik a szomszédos Venezuelával - a nyersolaj és annak származékai így is az export jelentős részét teszi ki; fő felvevőpiaca az USA.
Arany kitermelésében Kolumbia sokáig a világ élvonalában volt, napjainkra a kitermelés erősen ingadozó.
Legfontosabb ipari ágazatai a petrolkémia, kohászat (acél- és nikkelgyártás), élelmiszer-, textil-, papíripar és gépgyártás. Egyre több városban települnek meg az elektromos készülék-gyártó hazai cégek és a külföldi tulajdonú gépjármű-összeszerelő üzemek (Renault, GM, Toyota, Mazda). Nagy tradíciói vannak az országban a szivar- és cigarettagyártásnak és a bőriparnak. Az élelmiszeripar fő ága a kávéfeldolgozás.

#### Külkereskedelem
Fő külkereskedelmi partnerei (2019-ben):
- Kivitel:  Egyesült Államok 31%,  Kína 11%, Panama 6%, Ecuador 5%
- Behozatal:  Egyesült Államok 27%,  Kína 20%, Mexikó 7%, Brazília 6%

Főbb külkereskedelmi termékek :
- Kivitel: ásványolaj, szén, smaragd, kávé, nikkel, vágott virágok, banán, ruházat
- Behozatal: ipari berendezések, szállítóeszközök, fogyasztási cikkek, vegyi anyagok, papírtermékek, üzemanyag, villamos energia

#### Az országra jellemző egyéb ágazatok
A belpolitikai bizonytalanságot kihasználva a félreeső és a gerillák uralta területeken virágzik a feketegazdaság, a drognövények termesztése, a kokain-, marijuana- és heroinkereskedelem, továbbá a smaragdcsempészet és a pénzhamisítás.
2016-ban a világ vezető kokatermesztője és a világ legnagyobb kokaszármazék-előállítója. A 2010-es években a második legnagyobb heroinszállító az amerikai piacon.

## Közlekedés

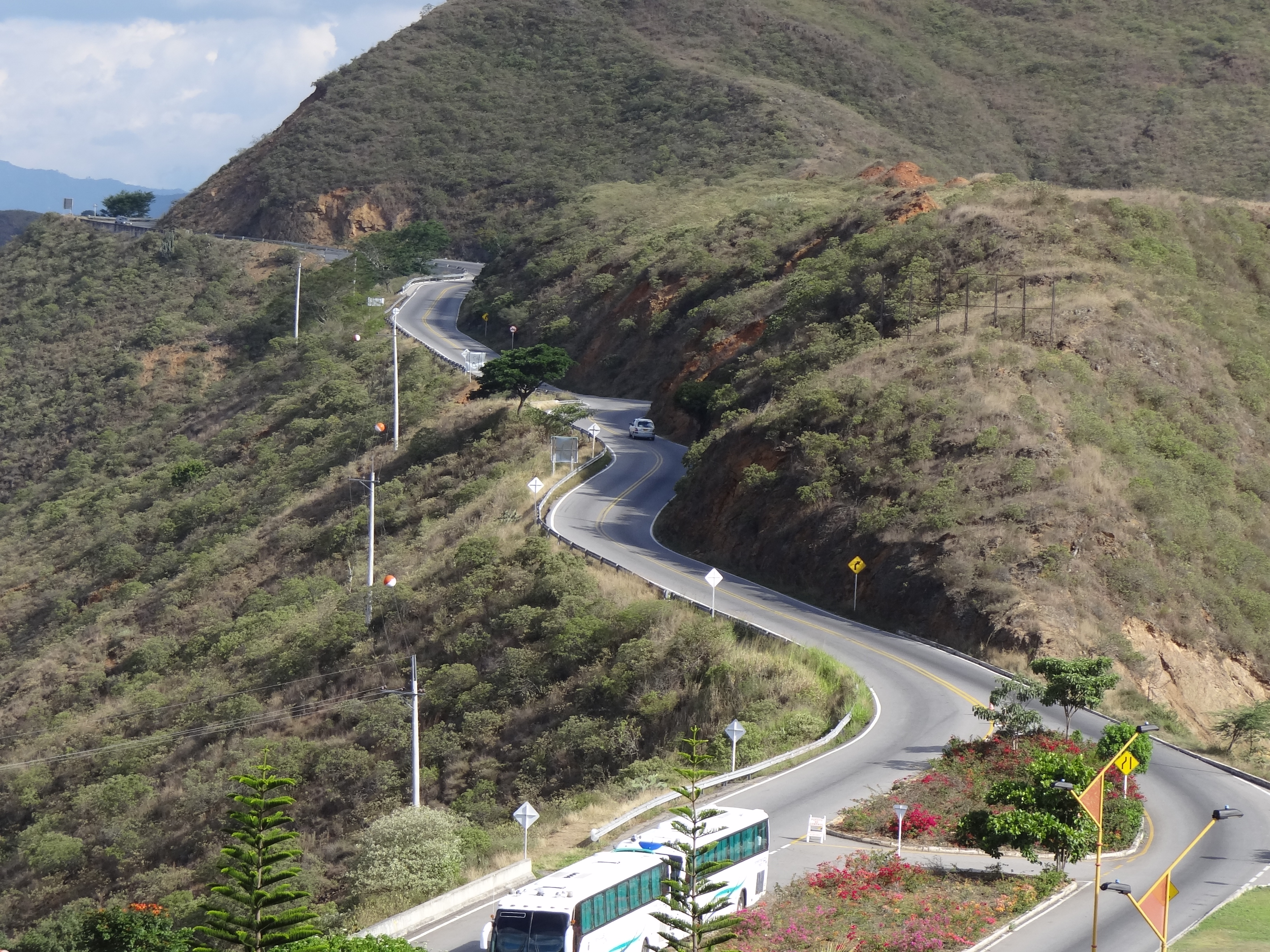
45A jelzésű főút a Chicamocha Nemzeti Parkon keresztül

### Vasút
Kolumbia vasúti hálózata 3304 km hosszú, szinte teljes mértékben csak teherforgalommal.

### Közút
A szilárd útburkolat hossza 112 998 km (a 2000-es évek elején). A városokat megfelelő úthálózat köti össze. A legelterjedtebb közlekedési forma a busz, mivel - a repülőn kívül - csak elvétve van más tömegközlekedési forma. Fejlesztés alatt áll olyan kötött pályás busz (hasonló a villamoshoz), ami állami tulajdonban van. A buszok magántulajdonban vannak.

### Vízi
Fő tengeri kikötők: Cartagena, Santa Marta, Turbo.
Fő konténerszállító kikötő: Cartagena 
Fő folyami kikötő: Barranquilla (Rio Magdalena) 
A legfontosabb belső vízi utat, a Magdalena folyót (amelyből 1488 km hajózható), rendszeresen kotorják, hogy biztosítsák a teherhajók és a konténerszállítók biztonságos áthaladását.

### Légi
Kolumbiában a 2010-es években a becslések szerint összesen 984 reptér található, amelyből mintegy száz burkolt kifutópályájú.
A nemzetközi forgalmú repterek: Bogotá, Armenia, Bucaramanga, Barranquilla, Cali, Cartagena, Cúcuta, Leticia, Medellín, Pereira, San Andrés, Santa Marta.

## Telekommunikáció
| Hívójel prefix | HJ-HK, 5J-5K |
| ITU zóna       | 12           |
| CQ zóna        | 9            |

## Kultúra
Az országban a különböző kultúrák sokasága keveredik egymással. A régmúlt hagyományai tovább élnek, köztük az indián kultúrák, a spanyol gyarmatosítók és az európaiak által vásárolt afrikai rabszolgák sokszínű kulturális öröksége.
Az egymástól eltérő kultúrák rányomták bélyegüket az élet különböző területeire, az ételektől kezdve a zenén és építészeten át az irodalomig. Ezek együttesen jelentik a prosperitás kolumbiai receptjét.
Kolumbia a fesztiválok földje. Az orchidea-termesztés központjában, Medellínben minden évben megrendezik a virágfesztivált. A Karib-tengeri Barranquilla karneváli szezonban zajos felvonulások színhelye. Az ország déli részén az év elején kezdődik az egy hétig tartó fieszta. A fekete napon, január 5-én a tréfacsinálók fekete kenőcsbe mártják a kezüket és ezzel mázolják össze a szembejövők arcát. A következő nap a fehér nap, amikor jókora adag lisztet vagy hintőport szórnak egymásra. A további kedvelt szórakozás a bikaviadal. A legnagyobb tömegeket vonzó bikaviadalra január második hetében a Manizales nevű hegyi faluban kerül sor.

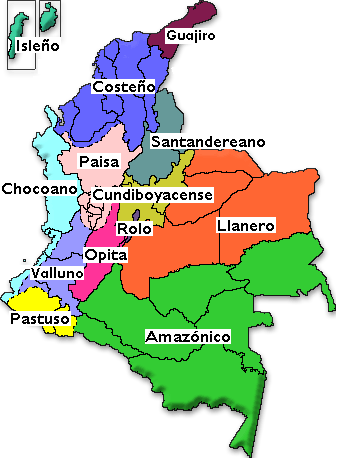
Kulturális régiók

Az ország fővárosában, Bogotában levő Museo del Oróban a prekolumbián aranytárgyak egyik leggazdagabb gyűjteményét őrzik. A spanyol hódítók előtt itt indián népcsoportok éltek, amelyek jelentős értékeket hagytak az utókorra. A csibcsák és kimbaják tehetséges aranyművesek lévén, elsősorban kézművességből éltek. Az általuk készített ékszerek és tárgyak messzi földön híresek. A bogotái Museo del Oro (Arany Múzeum) karperecekből, fülbevalókból, gyűrűkből, maszkokból, szobrokból álló gyűjteménye több mint 36 000, tucatnyi Kolumbusz előtti kultúrából származó és olyan mesterségbeli tudásról tanúskodó darabot számlál, amelyek a mai ékszerészeket is bámulatra késztetik.

### Művészetek
- Építészet
- Képzőművészetek
- Filmművészet

#### Zene
A mai kolumbiai zenére hatással volt a bennszülött, az afrikai, az európai és a modern amerikai és karibi zenei formák is, mint például a kubai, jamaicai, trinidadi. Régiónként a zenei stílus változó, amely az Andok hagyományos, húros hangszerekre épülő formáitól a karib-tengeri partvidék tangóharmonika-alapú vallenatójáig terjed. 
A cumbia országszerte népszerű. A további legnépszerűbb zenei stílusok a salsa, a merengue és a bambuco.
Ismert kolumbiai zenei előadók:
Juanes (1972–) énekes, dalszerző,
Shakira (1977–) énekes, dalszerző.
Maluma(1993-) énekes, dalszerző
J Balvin (1985-) énekes, dalszerző

### Hagyományok
Nagy valószínűséggel a csibcsák (más néven muiszkák) nevéhez fűződik az El Dorado legendája. Eszerint vallási szertartás keretében rendszerint arany tárgyakat szórtak a szent tavukba és gyantával kenték be az uralkodóik meztelen testét, akik azután aranyporban meghemperegtek, majd beugrottak a Guatavita-tóba, ahol megtisztultak. A szertartás híre eljutott az aranyra éhes spanyolokhoz is, ami után kalandorok özöne indult meg a legendás kincsek megtalálására.
A Bogotá környéki magashegységben a férfiak hagyományos viselete a ruana, amit az Andok más országaiban poncsónak neveznek. Valószínűleg ez a csibcsáktól örökölt mai ruhadarab csak abban különbözik a poncsótól, hogy a vörös szín helyett ez egyszerű szürke.

### Nemzeti szimbólumok
- Tejo (sport)
- Vueltiao kalap
- A Paso fino (ló)
- Heliconia (magyarul: Rákollóvirág)
- Gachalá (a világ egyik legértékesebb smaragdja)
- A kávé
- A rózsafélék. (az egyik legfontosabb exportcikk)
- A kétéltű fajok. (A világon itt az egyik legnagyobb a fajgazdagság)
- Cattleya trianae, a nemzeti virág
- Óriás viaszpálma, az ország nemzeti fája. A legnagyobb pálmaféle a világon.

### Társadalmi szokások, illem
Szokások, illemtan:
- Ha dohányozni akarunk, mindig kínáljuk meg cigarettával a jelenlevőket.
- Amikor vendégségbe készülünk, küldjünk előre a hölgyeknek rózsát, vagy vigyünk magunkkal külföldi márkájú bort, likőrt vagy csokoládét.
- Az ajándékokat nem illik kibontani az ajándékozó jelenlétében.
- Amennyiben családnál lakunk és nem utcai öltözetben hagyjuk el a szobánkat, mindig viseljünk köntöst és papucsot.
- Beszélgetések során kerüljük a politikai kérdéseket. Ehelyett a sport – főleg a foci – jó társalgási téma.
- Készüljünk fel rá, hogy minden több időt vesz igénybe a vártnál. Ne türelmetlenkedjünk, hanem legyünk elnézőek!
- Tájékozódjunk a kolumbiai történelemről, művészetről és irodalomról. Érdeklődő természetünk jó hatással lesz vendéglátónkra, akárcsak az, hogy spanyol kifejezéseket használunk.
- Lehetőleg ne mondjunk határozott nemet semmilyen udvarias kérésre.

### Gasztronómia
A kolumbiai konyhában hat kulináris elem (csendes-óceáni, amazóniai, andoki, orinocói, karibi és kisebb szigeteki) ötvöződik, amelyre további hatást gyakoroltak az indián őslakosok hagyományai, a spanyol konyhaművészet, az afrikai gasztronómia és kissé az arab konyha is. Az ország biológiai sokfélesége okán a különféle régiókban rendkívül széles választéka akad a változatos összetevőknek, amely a kolumbiai gasztronómiát a világ egyik legszínesebb konyhájává teszi.
A spanyol hódítók átvették az őslakosok legalapvetőbb gabonáját, a kukoricát, így a születendő kolumbiai konyha megörökölte a darált kukoricából, főzés útján készülő indián arepas nevű fogást (maga az étel neve is kukoricát jelent, amely a csibcsák nyelvéből származik).
A gasztronómiai változatosságot az állat- és növényvilág, illetőleg az etnikai csoportok kulturális hagyományai határozzák meg. A kukoricán túl fontos összetevők még a rizs, gumós növények (például a burgonya és tápióka), továbbá a különböző hüvelyesek. A húsok közül a legfontosabbak a marha, baromfi, kecske, hal, sertés és tengergyümölcsök. A halak és egyéb tengeri állatok értelemszerűen a csendes-óceáni és karibi régióban a leggyakoribbak. A kolumbiai konyha rengeteg trópusi gyümölcsöt használ, pl. földicseresznye, mirtuszfüge, araca, pitaja, mangosztán, granadilla, papaja, guáva, fekete szeder, naranjilla, tüskés annóna és maracuja (passiógyümölcs).

## Sport

### Nemzeti sport
Kolumbia nemzeti sportjának a csibcsa indián eredetű tejót tartják.

### Nevezetes sportolók
Ismert kolumbiai sportolók:

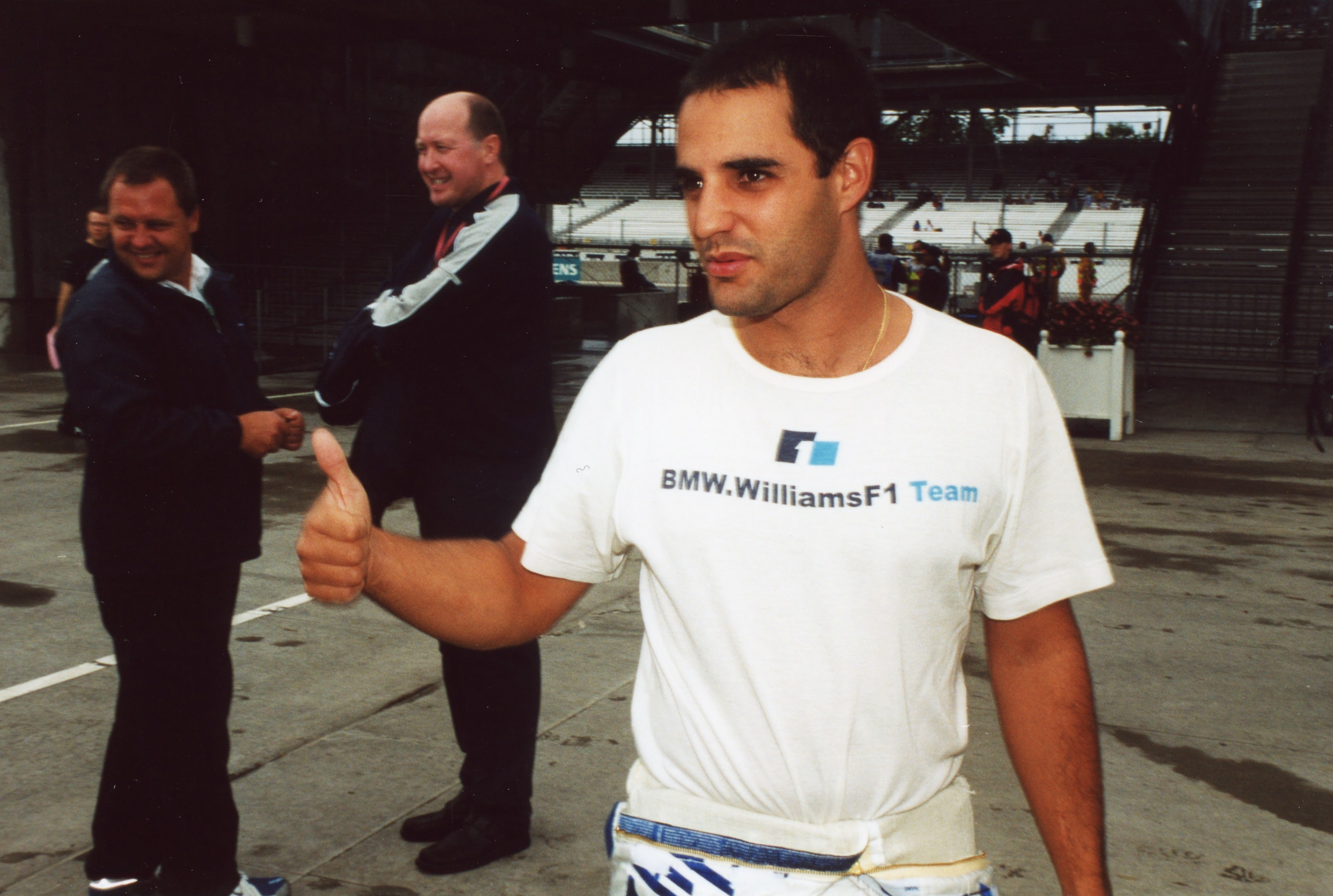
Juan Pablo Montoya

- Juan Pablo Montoya autóversenyző, korábbi Formula–1-es pilóta
- továbbá: Antonio Cervantes Reyes, Luis Alberto Herrera Herrera, René Higuita, Miguel Lora Escudero, Álvaro Enrique Mejía Flores, Fabio Parra, Ximena Restrepo, Freddy Rincón, Albeiro Usuriaga, Carlos Valderrama, Faustino Asprilla, Santiago Botero, James Rodríguez

Híres teniszezőjük: Catalina Castaño.
Kerékpár: Nairo Quintana

## Ünnepek
| Dátum           | spanyol neve               | magyar neve                |
| --------------- | -------------------------- | -------------------------- |
| január 1.       | Año Nuevo                  | újév                       |
| január 6.       | Epifanía/ 3 Reyes Magos    | Vízkereszt                 |
| március 19.     | San José                   | Szent József-nap           |
| március/április | Jueves Santo               | Nagycsütörtök              |
| március/április | Viernes Santo              | Nagypéntek                 |
| május 1.        | Día del Trabajo            | a munka ünnepe             |
| május 4.        | Ascensión del Señor        | Jézus mennybemenetele      |
| május 25.       | Corpus Christi             | Úrnapja                    |
| június 2.       | Sagrado Corazón            | Jézus-szíve ünnep          |
| július 20.      | Día de la Independencia    | a függetlenség napja       |
| augusztus 7.    | Batalla de Boyacá          | A felszabadulás napja      |
| augusztus 15.   | Asunción de la Virgen      | Mária mennybemenetele      |
| október 12.     | Día de la Raza             | Kolumbusz napja            |
| november 1.     | Día de Todos los Santos    | Mindenszentek napja        |
| november 11.    | Independencia de Cartagena | Függetlenség Cartagena-tól |
| december 8.     | Inmaculada Concepción      | Szeplőtelen fogantatás     |
| december 25-26. | Navidad                    | Karácsony                  |

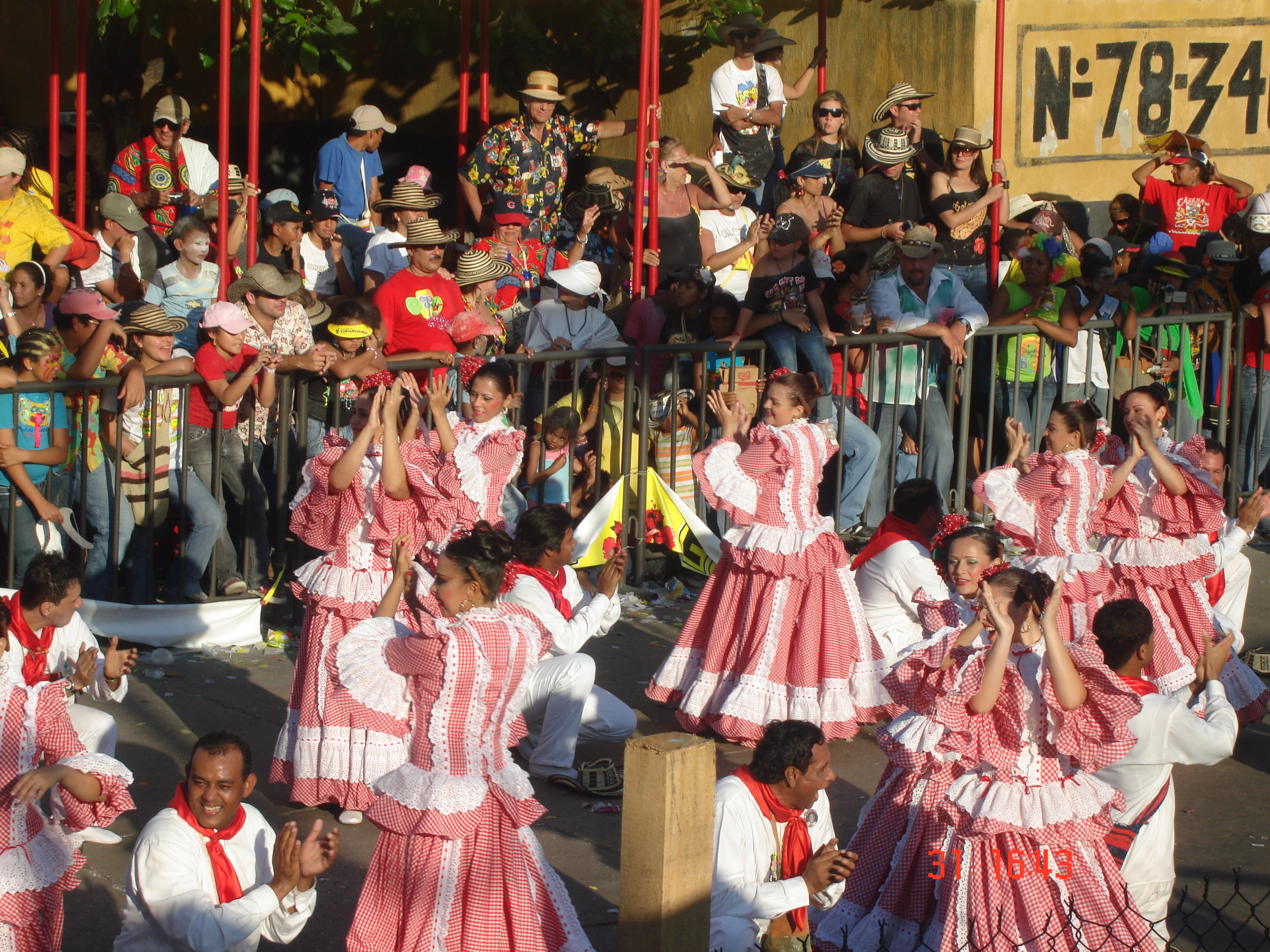
Carnaval de Barranquilla

Az ünnepek miatti munkaszüneti napot mindig hétfőre teszik, és ünnepségeket is akkor tartanak.

## Fesztiválok
| Kolumbiai fesztiválok |
| --- |
| Január - Feria de Cali - Cali - Valle del Cauca - Feria de Manizales - Manizales - Caldas - HAY Festival - Cartagena - Bolívar - Campeonato de Voleibol Playa - Cartagena - Bolívar - Carnavales de Ocaña - Norte de Santander - Carnaval de Blancos y Negros - Pasto - Nariño - Feria Taurina de la Candelaria - Medellín - Antioquia - Feria Taurina - Cartagena - Bolívar - Festival de la Miel - Oiba – Santander - Fiesta de las Corralejas - Sincelejo - Riosucio, Caldas, Carnaval de Riosucio - Caldas - Reinado Departamental de la Panela - Villeta - Reinado del Arroz - Aguazul – Casanare - Sirenato del Mar - Tolu Február - Carnaval de Barranquilla - Barranquilla - Atlántico - Feria Taurina Bogotá - Temporada Taurina - Medellín - Antioquia - Festival del Corrido Llanero - Puerto Carreño - Vichada - Festival de la Subienda - Honda – Tolima - Fiesta de la Candelaria - Cartagena - Bolívar - Carnaval del Fuego - Tumaco – Nariño Március - Festival internacional de cine - Cartagena - Festival Iberoamericano de Teatro - Bogotá - Exposición Internacional de Orquídeas - Medellín - Semana Santa - Popayan - Festival de Música Religiosa - Popayan - Mompox - Pamplona - Ferias y Fiestas - Acacías – Meta - Festival de la Canción Llanera - Villavicencio – Meta - Festival del Burro - San Antero – Cordoba Április - Festival Internacional de la Leyenda Vallenata - Valledupar - Feria del Cebú - San Martín – Meta - Festival del Cangrejo - San Andrés Islas - Festival de Cine Eurocine – Bogotá Május - Festival de Interpretes de la Canción Mono Nuñez - Ginebra - Valle - Fiestas del San Pedro y Festival del Bunde Tolimense - Espinal - Tolima - Feria Ganadera - Socorro – Santader - Feria Internacional del Libro - Bogotá - Festival de la Cultura Wayuú - Guajira - Festival de la Cachama - Puerto Gaitan – Meta - Festival de la Arepa de Huevo - Luruaco - Atlántico - Ferias y Fiestas de Natagaima - Tolima Június - Festival del Mono Nuñez - Ginebra – Valle - Festival Folclorico y Reinado Nacional del Bambuco - Neiva - Huila - Reinado Nacional del Bambuco - Neiva – Huila - Reinado Nacional del Cafe - Calarca - Quindio - Festival Folclórico del Caqueta - Florencia Caqueta - Festival Internacional de Tango- Medellín - Festival Nacional del Porro - San Pelayo – Monteria - Festival Folclórico - Ibague Tolima - Festival del Mango - San Antonio Atlántico - Feria Nacional Gallistica - Monteria - Reinado Nacional de la Ganadería - Monteria - Córdoba - Festival y Reinado del Divivi - Rioacha – Guajira - Corpus Christi - Anolaima Július - Fiestas del mar - Santa Marta - Festival del sol y del acero - Sogamoso, Boyacá - Feria Agropecuaria - Charalá – Santander - Ferias y Fiestas de la Panela - Convención – Santander - Feria de la Piña - Lebrija – Santander - Festival de la Cumbia - El Banco – Magdalena - Torneo Internacional del Joropo - Villavicencio - Opera al Parque - Bogotá - Nemzetközi Költészeti Fesztivál- Medellín Augusztus - Feria de las Flores - Medellín - Desfile de Silleteros - Medellín - Colombiamoda - Medellín - Fiestas de La Cosecha - Pereira, Risaralda - Fiestas Folclóricas - Capitanejo – Santander - Fiesta del Petróleo - Barrancabermeja - Festival de Verano - Bogotá - Festival de Tiple y la Guabina - Veléz – Santander - Festival de Cometas - Villa De Leyva - Festibuga - Buga – Valle Del Cauca - Festival de la Bahía - Bahía Solano - Festival Folclórico del Litoral Pacifico - Buenaventura - Festival Internacional de la Cultura - Tunja, Boyacá Szeptember - Festival Internacional de la Cultura - Tunja, Boyacá - Concurso Nacional de bandas - Paipa, Boyacá - Feria Bonita - Bucaramanga - Festival Latinoamericano de Teatro - Manizales - Caldas - Festival de la Talla en Piedra - Barichara - Festival de Música Folclórica - Socorro – Santander - Festival Cuna de Acordeones - Villa Nueva – Guajira - Festival de la Trova - Medellín - Jazz al Parque - Bogotá - Festival Internacional del Jazz del Teatro Libre - Bogotá - Fiestas de San Pacho - Quibdó - Chocó - Festival de la Luna Verde - San Andrés Október - Reinado Nacional del Turismo - Girardot, Cundinamarca - Feria Internacional de Bogotá - Festival de Cine - Bogotá - Festival Nacional de Gaitas - Ovejas – Sucre - Festival Latinoamericano de Danzas Folclóricas - Guacarí – Valle del Cuaca - Concurso Nacional de Duos - Armenia – Quindio - Festival y Reinado Nacional del Carbón - Barrancas – Guajira) - Reinado Nacional de la Cosecha - Granada – Meta - Encuentro Mundial de Coleo - Villavicencio – Meta - Reinado Nacional de Turismo - Girardot – Cundinamarca November - Concurso Nacional de Belleza - Cartagena - Reinado Internacional de Coco - San Andres - Festival Internacional Folclórico y Turístico del Llano - San Martin - Meta - Fiesta Nacional de la Agricultura - Palmira – Valle December - Expoartesanias - Bogotá - CORFERIAS - Desfile de Danzas, Mitos y Leyendas - Medellin - Aguinaldo Boyacense - Tunja - Festival de Arte "Memoria e Imaginacion" - Cartagena - Festival de Luces - Villa De Leyva - Fiesta de Velas y Faroles - Quimbaya Quindio - Feria de Cali - Cali - Torneo Internacional de Contrapuenteo y La Voz Recia - Yopal Arauca. |